# Lluita als Jocs Olímpics d'estiu de 1904 - Pes minimosca
El pes minimosca fou el més lleuger en les proves de lluita lliure que es disputaren als Jocs Olímpics de Saint Louis de 1904.
La prova es va disputar el 14 i 15 d'octubre de 1904. Hi van prendre part quatre participants, tots els estatunidencs. Els lluitadors que participaven en aquesta categoria havien de pesar menys de 47,6 quilograms.

## Medallistes
| Or           | Plata     | Bronze               |
| Robert Curry | John Hein | Gustav Thiefenthaler |

## Resultats
|  | Semifinals           | Semifinals |   |  | Final        | Final     |  |
|  |                      |            |   |  |              |           |  |
|  | 14 d'octubre         |            |   |  |              |           |  |
|  | Robert Curry         | G (4'05")  |   |  |              |           |  |
|  | Gustav Thiefenthaler | P          |   |  |              |           |  |
|  |                      |            |   |  |              |           |  |
|  |                      |            |   |  | 15 d'octubre |           |  |
|  |                      |            |   |  | Robert Curry | G (2'38") |  |
|  |                      | John Hein  | P |  |              |           |  |
|  |                      |            |   |  |              |           |  |
|  |                      |            |   |  |              |           |  |
|  |                      |            |   |  |              |           |  |
|  | 14 d'octubre         |            |   |  |              |           |  |
|  | John Hein            | G (1'04")  |   |  |              |           |  |
|  | Claude Holgatee      | P          |   |  |              |           |  |

G: Guanya
P: Perd